# Life in a Tin Can
Life in a Tin Can deveti je studijski album australskog rock sastava The Bee Gees, koji izlazi u siječnju 1973.g. Bee Gees su se preselili iz Engleske u Los Angeles, Kalifornija, SAD, gdje su snimali materijal za Life in a Tin Can. Međutim, to im je donijelo komercijalni neuspjeh i loše kritike radi nedostatka inovacija na materijalu albuma.
Album se nalazio na #10 talijanske Top ljestvice i prodao se u preko 175.000 primjeraka širom svijeta. Skladba "Saw a New Morning" postala je hit u Hong Kongu i došla na prvo mjesto Top ljestvice.

## Popis pjesama
Sve pjesme skladali su Barry, Robin i Maurice Gibb, osim ako je drugačije naznačeno.
1. "Saw a New Morning" – 4:13
2. "I Don't Wanna Be the One" – 4:05 (Barry Gibb)
3. "South Dakota Morning" – 2:25 (B. Gibb)
4. "Living in Chicago" – 5:39
5. "While I Play" – 4:28 (B. Gibb)
6. "My Life Has Been a Song" – 4:21
7. "Come Home Johnny Bride" – 3:50 (B. Gibb)
8. "Method to My Madness" – 3:10

## Izvođači
- Barry Gibb - vokal, akustična gitara
- Maurice Gibb - vokal, akustična gitara, bas-gitara, električni pianino, mellotron, orgulje, pianino
- Robin Gibb - vokal
- Rik Grech - bas-gitara
- Jim Keltner - bubnjevi
- Jerome Richardson - flauta
- Allan Kendall - prva gitara
- Sneaky Pete - gitara
- Tommy Morgan - usna harmonika
- Jane Getz - pianino
- Rik Grech - violina
- Johnny Pate - dirigent

### Produkcija
- Producent - The Bee Gees
- Projekcija - Chuck Leary, Mike Stone

## Vanjske poveznice
- discogs.com - Bee Gees - Life In A Tin Can